# Pachyprotasis phulchokiensis
Pachyprotasis phulchokiensis – gatunek błonkówki  z rodziny pilarzowatych i podrodziny Tenthredininae.
Gatunek ten opisany został w 2000 roku przez Attilę Harisa na podstawie pojedynczego samca odłowionego w 1983 roku.
Błonkówka ta ma ciało o długości 5,3 mm. Głowa jej jest czarna z białymi: wargą górną, nadustkirm i plamką nad nim, żuwaczkami, policzkami, częścią obwódek ocznych i podłużnymi plamkami na skroniach. Przedni brzeg nadustka jest szeroko wykrojony na głębokość około 0,3 jego długości. Tułów jest głównie matowy, biały z czarnymi znakami. Odnóża mają białe biodra i krętarze, czarne tylne golenie i stopy oraz biało-czarne pozostałe ich człony. Przezroczyste skrzydła cechuje ciemnobrązowe użyłkowanie i pterostygma. Te pierwszej pary mają długość od 4,8 mm. Odwłok jest biały od spodu i czarny z wierzchu.
Owad znany wyłącznie z lokalizacji typowej w okolicy nepalskiego Phulchoki, gdzie odłowiono go w górskim lesie dębowym na wysokości 2760 m n.p.m.